# Thérèse Treize
Pour les articles homonymes, voir Maure et 13 (homonymie).
Thérèse Cano de Castro, née Thérèse Maure, dite Thérèse Treize, née le 14 septembre 1900 à Paris et morte le 15 juin 1988 à Épinay-sur-Orge, est une personnalité du Montparnasse des Années folles.

## Biographie
Née le 14 septembre 1900 au no 42 de la rue Lemercier (17e arrondissement de Paris), Marie Thérèse Berthe Maure est la fille de Céline-Eugénie Maure, née Grillet, femme de chambre, et de Jean-François Maure, maître d'hôtel, tous deux originaires de Haute-Savoie et domiciliés au no 13 de la rue de Bruxelles.
Entre 1918 et 1920, Thérèse obtint un diplôme d'éducation physique auprès de Georges Hébert avant d'être engagée comme enseignante dans l'école de ce dernier. Elle s'y lia d'amitié avec la danseuse mexicaine Lydia Siria, qui s'exerçait alors au ballet sous la direction d'un professeur russe à Montparnasse. Les deux amies se rendaient souvent dans ce quartier, et notamment à la Rotonde. Le 14 juillet 1922, Thérèse y fit la connaissance d'Alice Prin, dite Kiki de Montparnasse, dont elle est devint l'amie la plus proche. Man Ray et Brassaï les immortalisèrent ensemble dans leurs photographies.
En 1923, Thérèse quitta l'école d'Hébert et s'installa à Montparnasse afin d'y créer son propre établissement de gymnastique, au no 9 de la rue Campagne-Première. Elle se lia d'amitié et eut une brève liaison avec Robert Desnos, qui lui inventa le surnom de « Treize ». La même année, Thérèse devint l'amante du peintre norvégien Per Krohg, qu'elle avait rencontré au cabaret du Jockey. Bien que l'épouse de celui-ci, Lucy, l'eut quitté deux ans auparavant pour le peintre Jules Pascin, elle renouait de temps à autre avec son mari, ce qui obligeait ce dernier à ne retrouver sa maîtresse qu'en cachette, dans un hôtel du boulevard Edgar-Quinet. Krohg s'installa en 1924 au no 6 de la rue du Val-de-Grâce, où il peignit plusieurs tableaux en prenant Thérèse pour modèle. Deux de ces toiles furent exposées à la galerie Pierre en mai 1925.
En 1925 ou 1926, Per Krohg aida Thérèse à ouvrir un nouveau studio de gymnastique dans la rue Denfert-Rochereau.
En 1930, après le suicide de Pascin, Krohg se remit en couple avec Lucy et quitta définitivement Thérèse, qui souffrit beaucoup de cette rupture.
Le 11 février 1933, elle épousa le peintre espagnol Manuel Cano de Castro. Son acte de mariage la présente, comme son mari, en tant qu'« artiste peintre ». Thérèse et son mari eurent un fils, qui eut trois enfants.
Des années plus tard, Thérèse tenait un stand de bouquiniste le long de la Seine et habitait dans le Marais, rue des Blancs-Manteaux.
Elle mourut à l'âge de 87 ans le 15 juin 1988 à Épinay-sur-Orge.